# Yasmine Garbi
Anna Yasmine Garbi (Vantörs, 9 ottobre 1970) è un'attrice svedese.

## Biografia
Yasmine Garbi è nata a Vantörs, da padre di discendenze italiane e tunisine e madre di discendenze sami. Ha studiato presso l'Accademia Teatrale di Stoccolma dal 1999 al 2003. Ha interpretato Mimmi Wu nell'adattamento cinematografico della trilogia di Millennium di Stieg Larsson e Laura nella serie TV Solsidan, ed è apparsa in produzioni teatrali come Sogno di una notte di mezza estate di William Shakespeare diretto da John Caird al Teatro Reale Drammatico nonché all'acclamato Befriad di Sarah Kane sotto la direzione di Oskaras Koršunovas.

## Filmografia

### Cinema
- Fritänkaren – filmen om Strindberg, regia di Peter Watkins (1994)
- Out, regia di Daniel Dencik - cortometraggio (2006)
- Uomini che odiano le donne (Män som hatar kvinnor), regia di Niels Arden Oplev (2009)
- La ragazza che giocava con il fuoco (Flickan som lekte med elden), regia di Daniel Alfredson (2009)
- Tomme tønner, regia di Leon Bashir e Sebastian Dalén (2010)
- My Good Enemy (Min bedste fjende), regia di Oliver Ussing (2010)
- Människor helt utan betydelse, regia di Gustaf Skarsgård - cortometraggio (2011)
- Vadelmavenepakolainen, regia di Leif Lindblom (2014)

### Televisione
- Nudlar och 08:or - serie TV, 16 episodi (1996-1997)
- Gunstlingen, regia di Astrid Ohlsén - film TV (2004)
- Wallander - serie TV, episodio 1x10 (2006)
- Jul i verdensrummet - serie TV, 23 episodi (2006)
- Summer - serie TV, episodio 1x07 (2008)
- Solsidan - serie TV, 3 episodi (2011)
- Spesialenheten - serie TV, 12 episodi (2011)
- Finaste familjen - serie TV, episodio 4x08 (2017)
- Der Kommissar und das Meer - serie TV, episodio 1x25 (2018)
- De dagar som blommorna blommar - miniserie TV, 2 episodi (2019)
- Omicidi a Sandhamn (Morden i Sandhamn) - serie TV, 6 episodi (2020)
- Love & Anarchy (Kärlek & Anarki) - serie TV, 5 episodi (2020)